# Knoephla

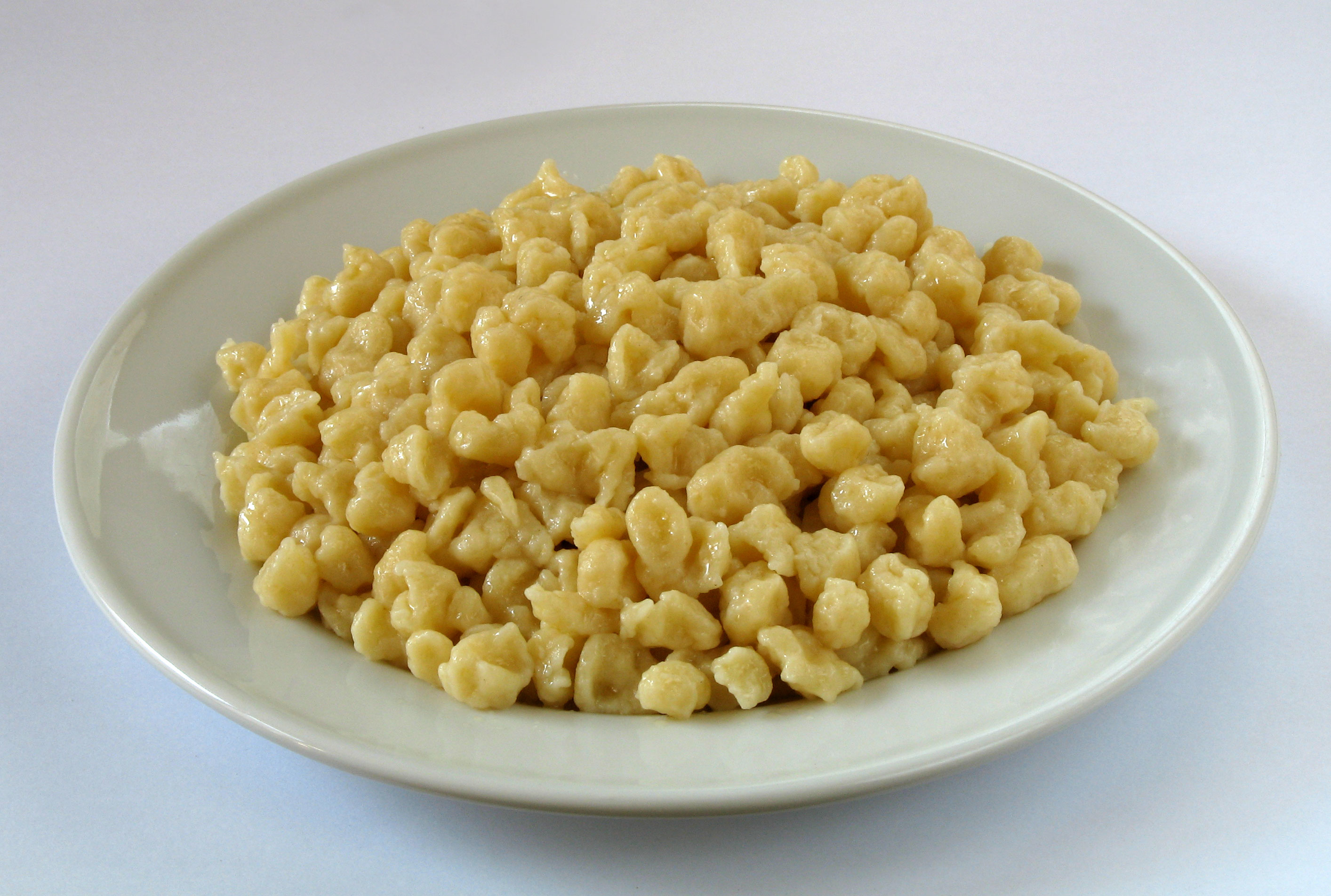
Knoephla / Knöpfle

Knoephla, cũng đánh vần knephla /ˈnɛflə/, là một loại bánh bao, thường được sử dụng trong các món súp. Từ này có liên quan đến từ Knöpfle trong phương ngữ hiện đại của Đức, có nghĩa là núm/nút nhỏ. Súp knoephla truyền thống là một loại súp gà và khoai tây đặc, gần như là một món hầm. Nó đặc biệt phổ biến ở các bang Minnesota, Nam Dakota và Bắc Dakota của Hoa Kỳ, nơi có khu định cư đáng kể của người Đức di cư khỏi Đế quốc Nga. Có nhiều cách lặp khác nhau được biết đến, mặc dù món này ở North Dakota thường chỉ chứa khoai tây, bánh bao và thịt gà.